# Санта-Кроче
Санта-Кроче (італ. Santa Croce) — один з шести історичних районів (сест'єре) Венеції. Розташований в центрі, між районами Сан-Поло і Каннареджо.
Назва району переводиться як «Святий хрест».
У західній частині району знаходиться велика парковка для тих, хто приїхав до Венеції на особистому автомобілі або автобусі. Парковка розташовується на Piazzale Roma.
Санта-Кроче мало відвідується туристами, в основному, в районі Гранд-каналу.
З визначних пам'яток можна виділити церкви Сан-Джакомо делл'Оріо, Сан-Ніколо да Толентіні, Сан-Ста, дві церкви Сан-Сімеоне Гранде і Сан-Сімеоне-Пікколо.
На Гранд-каналі розташовуються палац Фондако деі Туркі, в якому в наш час[коли?] знаходиться Державний музей природної історії, і палац Ка' Пезаро з Музеєм східного мистецтва і Міжнародною галереєю сучасного мистецтва.